# Droga krajowa B528 (Niemcy)
Droga krajowa 528 (niem. Bundesstraße 528) – niemiecka droga krajowa przebiegająca na osi wschód-zachód, w całości po terenie Nadrenii Północnej-Westfalii i stanowi południową obwodnicę miejscowości Kamp-Lintfort.
Droga łączy autortradę A42/A57 z drogą krajową B510 w Kamp-Lintfort.
Obecnie (stan 11.2007) oddany do użytku jest fragment ok. 2,2 km, łączący drogę lokalną L476, na południu miejscowości z autostradami A42/A57 na węźle ABK Kamp-Lintfort. Drugi etap budowy, połączenie drogi L476 z drogą krajową B510 jest w fazie planowania.